# Абсолютный чемпионат СССР по боксу 1937
Абсолютный чемпионат СССР по боксу 1937 года прошёл в Москве 25 октября. Полутяжеловес Виктор Михайлов послал вызов абсолютному чемпиону СССР, тяжеловесу Николаю Королёву, которому он проиграл это звание в 1936 году. Формула боя — 6 раундов по 3 минуты.
 
Впервые в истории бокса в СССР весь ход матча был застенографирован. В шестом раунде бой был остановлен, у Виктора Михайлова оказалось повреждение, рассечение кожи на лбу. По итогам пяти предыдущих раундов победа была присуждена Николаю Королёву, сохранившему звание абсолютного чемпиона СССР.